# Benridge
Benridge var en civil parish 1866–1955 när det uppgick i Hebron, i grevskapet Northumberland i England. Civil parish var belägen 4 km från Morpeth och hade 72 invånare år 1951.